# Élections générales espagnoles de 2023 en Aragon
Les élections générales espagnoles de 2023 (en espagnol : Elecciones generales de España de 2023) se tiennent le dimanche 23 juillet 2023 afin d'élire les 350 députés et 208 des 266 sénateurs de la XVe législature des Cortes Generales. 13 députés sont élus en Aragon.

## Résultats

### Total régional
| Parti                  | Parti                                                   | Voix      | %     | +/-   | Sièges | +/-           |  |
| ---------------------- | ------------------------------------------------------- | --------- | ----- | ----- | ------ | ------------- |  |
|                        | Parti populaire (PP)                                    | 259 145   | 36,27 | 12,41 | 7      | 3             |  |
|                        | Parti socialiste ouvrier espagnol (PSOE)                | 222 391   | 31,12 | 0,40  | 4      | 2             |  |
|                        | Vox                                                     | 104 463   | 14,62 | 2,35  | 1      | en stagnation |  |
|                        | Sumar (av. CHA)                                         | 87 825    | 12,29 | 2,13  | 1      | en stagnation |  |
|                        | L'Aragon existe (AE-EV) (av. TE)                        | 20 440    | 2,86  | 0,04  | 0      | 1             |  |
|                        | Parti aragonais (PAR)                                   | 4 173     | 0,58  | Abs.  | 0      | en stagnation |  |
|                        | Parti animaliste contre la maltraitance animale (PACMA) | 3 098     | 0,43  | 0,22  | 0      | en stagnation |  |
|                        | Sièges en blanc (EB)                                    | 2 756     | 0,39  | 0,06  | 0      | en stagnation |  |
|                        | Front ouvrier (FO)                                      | 1 378     | 0,19  | Nv.   | 0      | en stagnation |  |
|                        | Parti communiste des travailleurs espagnols (PCTE)      | 758       | 0,11  | 0,04  | 0      | en stagnation |  |
|                        | Autres partis                                           | 1 766     | 0,25  | -     | 0      | -             |  |
|                        | Vote blanc                                              | 6 320     | 0,88  | 0,08  |        |               |  |
|                        |                                                         |           |       |       |        |               |  |
| Suffrages exprimés     | Suffrages exprimés                                      | 714 513   | 99,08 |       |        |               |  |
| Votes nuls             | Votes nuls                                              | 6 606     | 0,92  |       |        |               |  |
| Total                  | Total                                                   | 721 119   | 100   | -     | 13     | en stagnation |  |
| Abstention             | Abstention                                              | 298 684   | 29,29 |       |        |               |  |
| Inscrits/Participation | Inscrits/Participation                                  | 1 019 803 | 70,71 |       |        |               |  |

### Huesca
| Parti                  | Parti                                                   | Voix    | %     | +/-   | Sièges | +/-           |  |
| ---------------------- | ------------------------------------------------------- | ------- | ----- | ----- | ------ | ------------- |  |
|                        | Parti populaire (PP)                                    | 45 783  | 38,19 | 11,95 | 2      | 1             |  |
|                        | Parti socialiste ouvrier espagnol (PSOE)                | 40 307  | 33,62 | 0,08  | 1      | 1             |  |
|                        | Vox                                                     | 15 155  | 12,64 | 2,53  | 0      | en stagnation |  |
|                        | Sumar (av. CHA)                                         | 13 774  | 11,49 | 2,63  | 0      | en stagnation |  |
|                        | L'Aragon existe (AE-EV)                                 | 1 312   | 1,09  | Nv.   | 0      | en stagnation |  |
|                        | Parti aragonais (PAR)                                   | 717     | 0,60  | Abs.  | 0      | en stagnation |  |
|                        | Parti animaliste contre la maltraitance animale (PACMA) | 498     | 0,42  | 0,23  | 0      | en stagnation |  |
|                        | Sièges en blanc (EB)                                    | 475     | 0,40  | 0,05  | 0      | en stagnation |  |
|                        | Front ouvrier (FO)                                      | 258     | 0,22  | Nv.   | 0      | en stagnation |  |
|                        | Parti communiste des travailleurs espagnols (PCTE)      | 137     | 0,11  | 0,03  | 0      | en stagnation |  |
|                        | Pour un monde + juste (PUM+J)                           | 114     | 0,10  | 0,03  | 0      | en stagnation |  |
|                        | Autres partis                                           | 148     | 0,12  | -     | 0      | -             |  |
|                        | Vote blanc                                              | 1 217   | 1,02  | 0,18  |        |               |  |
|                        |                                                         |         |       |       |        |               |  |
| Suffrages exprimés     | Suffrages exprimés                                      | 119 895 | 98,97 |       |        |               |  |
| Votes nuls             | Votes nuls                                              | 1 253   | 1,03  |       |        |               |  |
| Total                  | Total                                                   | 121 148 | 100   | -     | 3      | en stagnation |  |
| Abstention             | Abstention                                              | 52 243  | 30,13 |       |        |               |  |
| Inscrits/Participation | Inscrits/Participation                                  | 173 391 | 69,87 |       |        |               |  |

### Teruel
| Parti                  | Parti                                                   | Voix    | %     | +/-           | Sièges | +/-           |  |
| ---------------------- | ------------------------------------------------------- | ------- | ----- | ------------- | ------ | ------------- |  |
|                        | Parti populaire (PP)                                    | 26 586  | 35,02 | 11,39         | 2      | 1             |  |
|                        | Parti socialiste ouvrier espagnol (PSOE)                | 22 226  | 29,28 | 3,74          | 1      | en stagnation |  |
|                        | Teruel Existe (TE-EV)                                   | 11 348  | 14,95 | 11,71         | 0      | 1             |  |
|                        | Vox                                                     | 9 932   | 13,08 | 0,47          | 0      | en stagnation |  |
|                        | Sumar (av. CHA)                                         | 4 126   | 5,44  | 0,07          | 0      | en stagnation |  |
|                        | Parti aragonais (PAR)                                   | 711     | 0,94  | Abs.          | 0      | en stagnation |  |
|                        | Parti animaliste contre la maltraitance animale (PACMA) | 172     | 0,23  | 0,06          | 0      | en stagnation |  |
|                        | Sièges en blanc (EB)                                    | 135     | 0,18  | Nv.           | 0      | en stagnation |  |
|                        | Front ouvrier (FO)                                      | 94      | 0,12  | Nv.           | 0      | en stagnation |  |
|                        | Autres partis                                           | 173     | 0,23  | -             | 0      | -             |  |
|                        | Vote blanc                                              | 410     | 0,54  | en stagnation |        |               |  |
|                        |                                                         |         |       |               |        |               |  |
| Suffrages exprimés     | Suffrages exprimés                                      | 75 913  | 99,15 |               |        |               |  |
| Votes nuls             | Votes nuls                                              | 648     | 0,85  |               |        |               |  |
| Total                  | Total                                                   | 76 561  | 100   | -             | 3      | en stagnation |  |
| Abstention             | Abstention                                              | 29 791  | 28,01 |               |        |               |  |
| Inscrits/Participation | Inscrits/Participation                                  | 106 352 | 71,99 |               |        |               |  |

### Saragosse
| Parti                  | Parti                                                   | Voix    | %     | +/-   | Sièges | +/-           |  |
| ---------------------- | ------------------------------------------------------- | ------- | ----- | ----- | ------ | ------------- |  |
|                        | Parti populaire (PP)                                    | 186 776 | 36,01 | 12,65 | 3      | 1             |  |
|                        | Parti socialiste ouvrier espagnol (PSOE)                | 159 858 | 30,82 | 0,03  | 2      | 1             |  |
|                        | Vox                                                     | 79 376  | 15,30 | 2,69  | 1      | en stagnation |  |
|                        | Sumar (av. CHA)                                         | 69 925  | 13,48 | 2,32  | 1      | en stagnation |  |
|                        | L'Aragon existe (AE-EV)                                 | 7 780   | 1,50  | Nv.   | 0      | en stagnation |  |
|                        | Parti aragonais (PAR)                                   | 2 745   | 0,53  | Abs.  | 0      | en stagnation |  |
|                        | Parti animaliste contre la maltraitance animale (PACMA) | 2 428   | 0,47  | 0,23  | 0      | en stagnation |  |
|                        | Sièges en blanc (EB)                                    | 2 146   | 0,41  | 0,03  | 0      | en stagnation |  |
|                        | Front ouvrier (FO)                                      | 1 026   | 0,20  | Nv.   | 0      | en stagnation |  |
|                        | Parti communiste des travailleurs espagnols (PCTE)      | 561     | 0,11  | 0,03  | 0      | en stagnation |  |
|                        | Autres partis                                           | 1 391   | 0,27  | -     | 0      | -             |  |
|                        | Vote blanc                                              | 4 693   | 0,90  | 0,07  |        |               |  |
|                        |                                                         |         |       |       |        |               |  |
| Suffrages exprimés     | Suffrages exprimés                                      | 518 705 | 99,10 |       |        |               |  |
| Votes nuls             | Votes nuls                                              | 4 705   | 0,90  |       |        |               |  |
| Total                  | Total                                                   | 523 410 | 100   | -     | 7      | en stagnation |  |
| Abstention             | Abstention                                              | 216 650 | 29,27 |       |        |               |  |
| Inscrits/Participation | Inscrits/Participation                                  | 740 060 | 70,73 |       |        |               |  |